# Zero Gravity
Zero Gravity (укр. Нульова гравітація) — музична композиція та сингл французького музиканта Жана-Мішеля Жарра в співпраці з німецьким гуртом «Tangerine Dream» із альбому «Electronica 1: The Time Machine» 2015 року. 7 грудня 2016 року студійний альбом був номінований на премію Греммі-2017 в категорії «Найкращий танцювальний/електронний альбом». Це останній запис за участі Едґара Фрьозе, який помер у січні 2015 року. Тривалий час запис вважався останнім і для «Tangerine Dream», оскільки подальша доля гурту була не вирішена. Композиція стала одинадцятим треком альбому та присвячена Едґару Фрьозе, як і весь альбом загалом. Сингл на фізичному носії вийшов обмеженим накладом лише в 1000 копій. 
В 2021 році концертний запис композиції і її бінауральна версія були видані як сингл до концертного альбому Live in Notre-Dame VR. 
В 2024 році була включена до попурі композицій Жарра на концерті-закритті Літніх Паралімпійських ігор 2024.

## Історія створення
Співпраця німецького гурту та французького музиканта є знаковою, оскільки саме в цих двох країнах виникла і з них поширилась електронна музика. Наприкінці 60-х років в Німеччині працював Карлгайнц Штокгаузен, з'явились гурти на зразок Tangerine Dream. У Франції в цей час працює П'єр Анрі, існує GRM (Центр дослідження музики) на чолі з П'єром Шеффером, учнем якого був Жан-Мішель Жарр, та виникають різноманітні електроакустичні рухи та рухи дослідження конкретної музики.
При створенні Zero Gravity і запису першого демо, Жан-Мішель чітко мав на увазі Tangerine Dream, як гурт з яким він хотів би записати цю композицію. Очевидно, що Tangerine Dream повинний був стати частиною нового проекту Жарра — альбому, що охоплював би чотири десятиліття існування електронної музики. Едгар Фрьозе був добре знайомий з музикою Жана-Мішеля Жарра, оскільки вони розпочали свою музичну кар'єру приблизно одночасно. Тому Едгар був дуже радий та здивований, коли Жан-Мішель зв'язався з ним. Фрьозе шкодував, що їхня зустріч не відбулася раніше, що минуло так багато часу, перед тим, як їм випала нагода попрацювати разом.

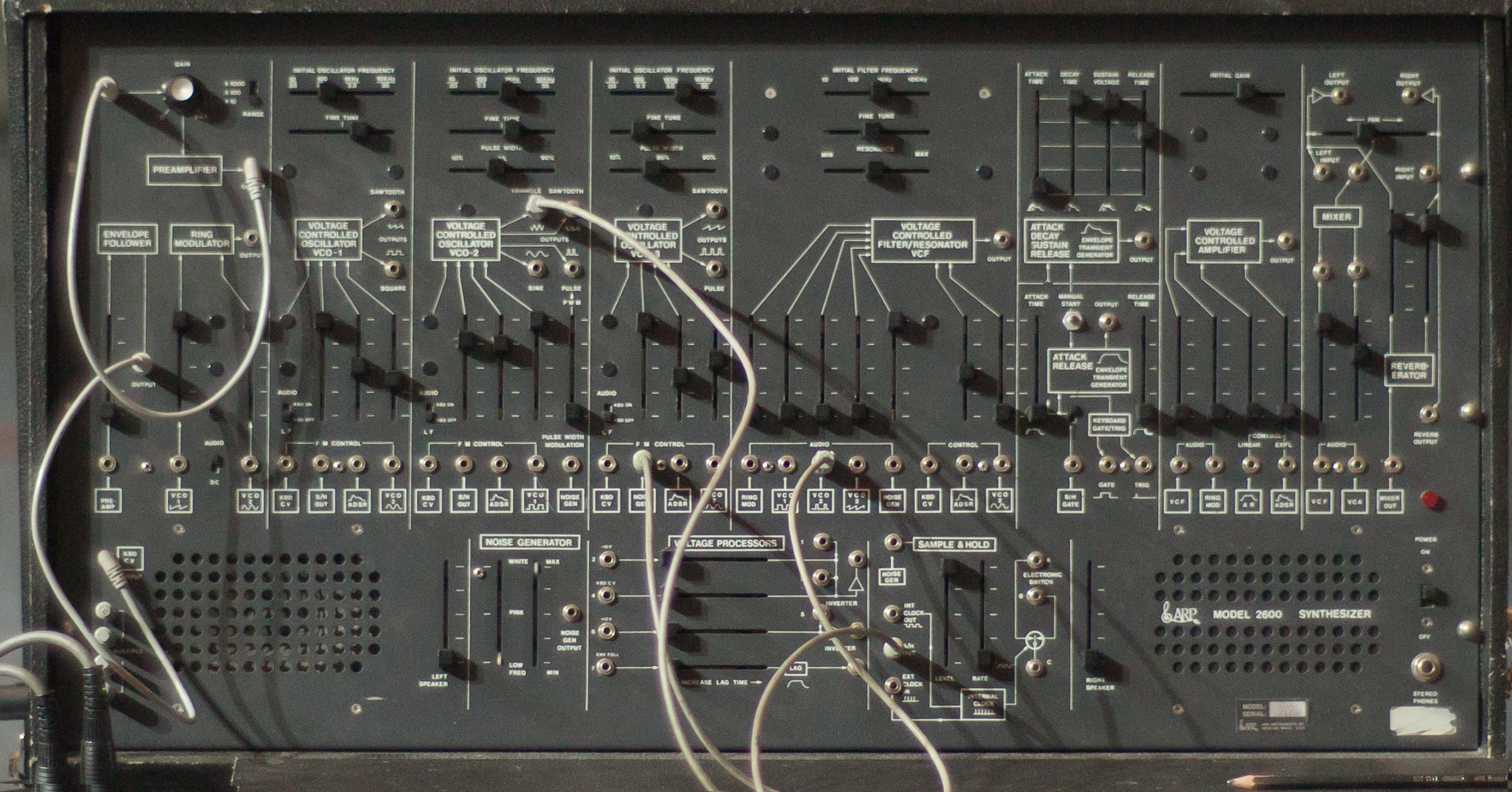
Синтезатор ARP 2600 зображений на зворотньому боці обкладинки платівки

Працюючи над майбутнім проектом Жарр намагався з кожним музикантом з яким він хотів співпрацювати зустрітися особисто. Жан-Мішель приїхав потягом з Парижу до Відня та подолав ще 70 кілометрів автомобілем, щоб відвідати Едгара Фрьозе в його студії, запропонувати співпрацю та створити спільну композицію. Приїхавши до Австрії, Жарр провів цілий день з Фрьозе обговорюючи деталі майбутньої співпраці. Пізніше до обговорення долучився весь склад гурту Tangerine Dream. Ентузіазм був проявлений обома сторонами, перспектива об'єднання зусиль двох піонерів електронної музики віщувала створення дечого особливого. Ця зустріч відбулась на початку 2014 року. Тоді була запропонована Жаном-Мішелем Жарром і назва «Zero Gravity».
Складова частина композиції записана Жарром є більш мінімалістичною, в порівнянні з Tangerine Dream. За словами звукорежисера і музиканта Торстена Квешнінґа було використано при запису всього вісім чи десять доріжок, але незважаючи на такий мінімалізм, вдалось досягнути дуже потужного звучання.
20 січня 2015 року від емболії легеневої артерії у Відні помер засновник і незмінний керівник гурту Tangerine Dream Едгар Фрьозе. Таким чином Zero Gravity вважалась останньою композицією записаною за участі Tangerine Dream.
10 лютого 2015 року Жарр зустрівся з учасниками транс-гурту Above & Beyond у Лос-Анжелесі в готелі Chateau Marmont.
Трансовий ремікс від Above & Beyond на Zero Gravity побудований в тональності соль мажор та показником темпу 128 Bpm. Цей ремікс один з небагатьох в Above & Beyond, що почав створюватись фактично у дорозі, на борту літака під час перельотів гурту по Америці.
Джонатан Грант про значення для нього та гурту запису цього реміксу сказав:
14 травня 2015 року ремікс був представлений Above & Beyond і пролунав в їхньому щотижневому радіо-шоу Group Therapy першим треком, відкривши таким чином 130-й епізод даного радіо-шоу. 21 травня 2015 року Армін ван Бюрен включив ремікс до свого 714 епізоду власного радіошоу A State of Trance в рубриці Tune of the Week, тобто за особистим рішенням Арміна ремікс від Above & Beyond був вибраний треком тижня. За результатами голосування в категорії Future Favorite #714 трек зайняв 5 місце, набравши 5,6 % голосів, але 28 травня був включеним до 715 епізоду в рубриці TRENDING TRACK, як найбільш обговорюваний трек в соцмережах. За результатами голосування в категорії Future Favorite #717 трек зайняв 4 місце, набравши 5,4 % голосів. 22 травня і 29 травня в наступних 131-му та 132-му епізодах Group Therapy також пролунала ця композиція
.
30 травня 2015 року Армін ван Бюрен включив ремікс до свого сету на фестивалі «The Flying Dutch», що проходив на Олімпійському стадіоні в Амстердамі. Вперше ремікс був складовою мешапу, що включав також трек Corti Organ «Butterfly». 6 червня 2015 року на «A State of Trance Festival» в Мумбаї ремікс пролунав аж три рази, в сетах Рубена де Ронда, Super8 & Tab та Арміна ван Бюрена. Причому в сеті ван Бюрена лунав мешап, що й на фестивалі «The Flying Dutch». На радіо даний мешап ван Бюрен представив 11 червня 2015 року в 717-му епізоді A State of Trance. За результатами голосування в категорії Future Favorite #717 трек зайняв 4 місце, набравши 5,4 % голосів.

### Учасники запису
- Жан-Мішель Жарр
- Едгар Фрьозе
- Торстен Квешнінґ

### Технічний персонал
- Жоакім Гарро — співпродюсер
- Марко Греньє — співпродюсер
- Стефан Жерве — співпродюсер
- Девід Дедвотер — мастеринг
- Eric BDFCK Cornic — графічний дизайн

## Видання композиції
Спочатку датою релізу нового синглу було заплановане 19 червня. В цей день мав одночасно відбутися випуск платівки з синглом на британському лейблі The Vinyl Factory, що саме спеціалізується на релізах на вінілових платівках, та стати доступним для придбання ремікс, що випускався Above & Beyond їхнім лейблом Anjunabeats. Замовникам надійшов лист, що через технічні причини і бажання видавця досягнути максимальної якості продукту, дата виходу платівки перенесена на 30 червня. Графічним оформленням синглу займався дизайнер Ерік Корнік, що співпрацює з Жарром з 2009 року та займається візуальним дизайном всіх останніх видань композитора. Передня сторона обкладинки представляє собою фото передньої панелі нової моделі аналогового монофонічного синтезатора GRP A4 виробництва Італії.
26 червня ремікс став доступним для скачування на інтернет-сервісі Beatport за ціною $1,49. Цього дня вийшов і міні-альбом Жарра реміксів Remix EP [1], в основному це були бісайди з випущених синглів. Серед них був і ремікс Above & Beyond на Zero Gravity.
18 грудня світ побачили одразу дві компіляції з треком Zero Gravity (Above & Beyond Remix). Above & Beyond випустили чергову збірку в серії «Anjunabeats Volume», а Армін ван Бюрен включив ремікс до своєї щорічної компіляції A State of Trance Year Mix 2015.
16 жовтня вийшла перша частина масштабного проекту Жарра Electronica, що представив серію колаборацій з іншими знаковими музикантами електронної музики. Серед яких, крім Tangerine Dream, були Moby, Air, Роберт Дель Наджа та інші. Робота над цим проектом зайняла 5 років, в результаті було записано дві з половиною години готового матеріалу. Цей альбом, що отримав назву Electronica 1: The Time Machine, був номінований на премію Гремі 2017 року. Реліз був представлений в декількох версіях.
Above & Beyond
| Дата            | Назва видання                                        | № п/п / Кількість | Лейбл       | Тривалість | Номер в каталозі | Формат               |
| --------------- | ---------------------------------------------------- | ----------------- | ----------- | ---------- | ---------------- | -------------------- |
| 26 червня 2015  | Сингл Zero Gravity (Above & Beyond Remix)            | 1/1               | Anjunabeats | 7:20       | ANJ344D          | Цифрове завантаження |
| 18 грудня 2015  | Компіляція Anjunabeats Volume 12 CD2                 | 5/18              | Anjunabeats | 4:33       | ANJCD047         | CD                   |
| 3 січня 2016    | Концертний альбом Little Something Live from Wembley | 11/27             | Anjunabeats | 5:15       | -                | Цифрова дистрибуція  |
| 23 вересня 2020 | Компіляція Anjunafamily Radio 2015 with Jono Grant   | 18/36             | Anjunabeats | 5:47       | -                | Цифрова дистрибуція  |

Жан-Мішель Жарр
| Дата           | Назва видання                               | № п/п / Кількість | Лейбл             | Тривалість | Номер в каталозі | Формат                                    |
| -------------- | ------------------------------------------- | ----------------- | ----------------- | ---------- | ---------------- | ----------------------------------------- |
| 26 червня 2015 | EP Remix EP [1]                             | 4/7               | Columbia          | 7:20       | 0886445360073    | Цифрове завантаження                      |
| 30 червня 2015 | Сингл Zero Gravity                          | 1/1               | The Vinyl Factory | 6:51       | VF184            | Вінілова платівка                         |
| 16 жовтня 2015 | Альбом Electronica 1: The Time Machine      | 11/16             | Columbia          | 6:46 7:12  | 88875123472      | CD Вінілова платівка Цифрове завантаження |
| 1 січня 2021   | Концертний альбом Welcome To The Other Side | 6/12              | Sony Music        | 4:43       | -                | Цифрова дистрибуція                       |
| 27 серпня 2021 | Сингл Zero Gravity (Live in Notre-Dame VR)  | 2                 | Sony Music        | 4:49 4:47  | -                | Цифрова дистрибуція                       |
| 23 лютого 2024 | Концертний альбом Versailles 400            | 11/13             | Sony Music        | 4:53       | -                | Цифрова дистрибуція                       |

Tangerine Dream
| Дата            | Назва видання                                                      | № п/п / Кількість | Лейбл          | Тривалість | Номер в каталозі | Формат                     |
| --------------- | ------------------------------------------------------------------ | ----------------- | -------------- | ---------- | ---------------- | -------------------------- |
| 2 вересня 2016  | Концертний альбом Live At Philharmony Szczecin-Poland 2016 CD2     | 3/9               | Eastgate Music | 9:40       | 076 CD02         | CD                         |
| 29 березня 2019 | Концертний альбом Live At Augusta Raurica Switzerland 2016 CD1/DVD | 6/10              | Eastgate       | 9:39       | 018              | DVD+CD Цифрова дистрибуція |

## Виконання на концертах

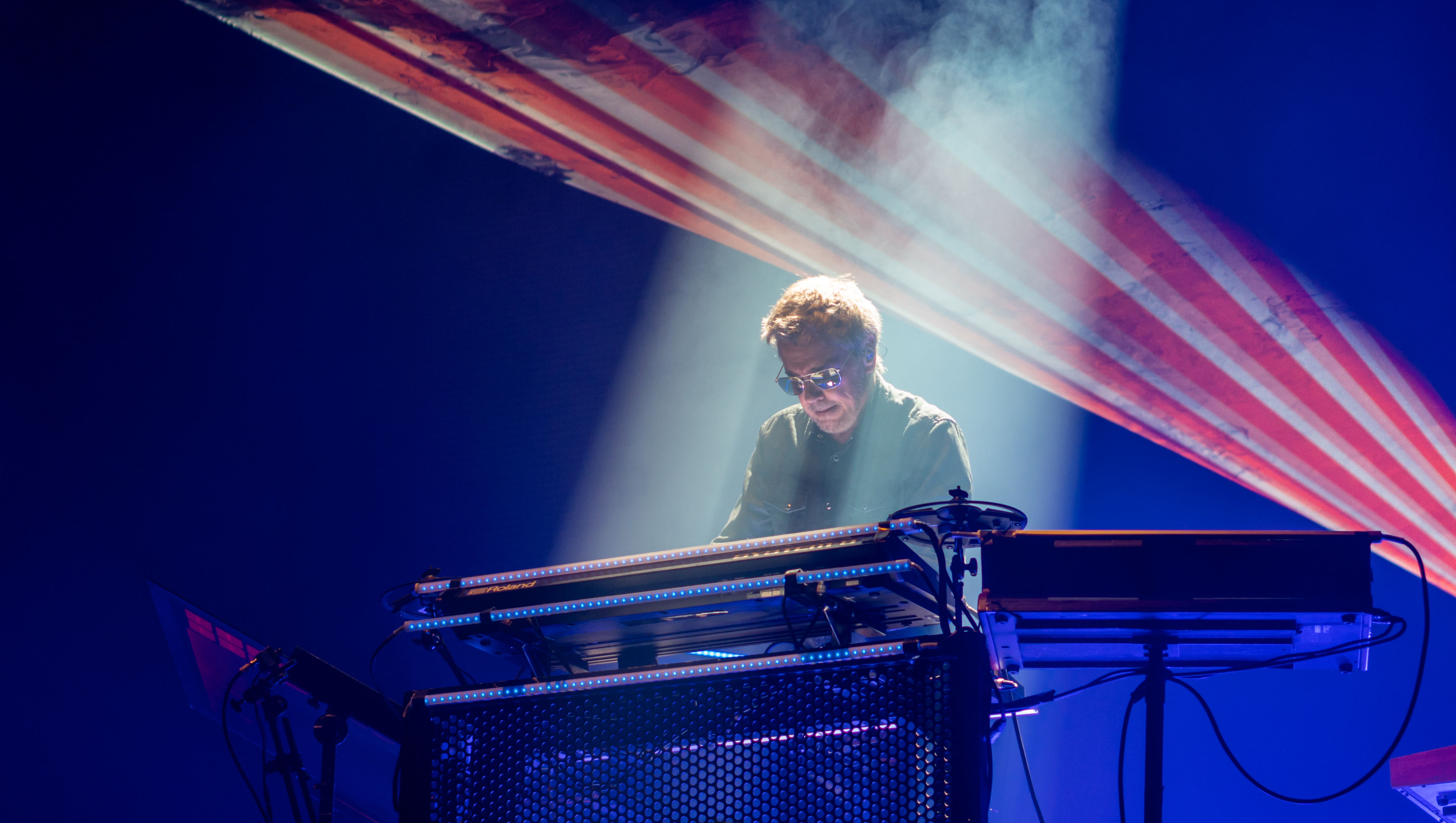
Виконання композиції Жарром під час першого виступу на фестивалі Коачелла 13 квітня 2018 року.

Вперше, як зазначалось, на концертах та фестивалях прозвучав ремікс від Above & Beyond на композицію в сетах різних DJ.
Живе виконання Zero Gravity одними з основних авторів Tangerine Dream пов'язане з іменем Клауса Шульце, одним з перших учасників цього колективу ще в якості барабанщика. Клауса Шульце було запрошено відіграти в Щецинській філармонії (Польща). Проте за станом здоров'я Шульце не зміг провести цей концерт, натомість вирішив запропонувати це зробити Tangerine Dream. Гурт із задоволенням прийняв це запрошення. 9 червня відбувся концерт, що став першим великим концертом вже без Фрьозе. Матеріали цього концерту були видані в записі Live At Philharmony Szczecin-Poland 2016. Проте з невідомих причин назва композиції була змінена на Second Gravity.
За декілька днів здійснив прем'єру і Ж.-М. Жарр. Це відбулось 17 червня 2016 року на фестивалі Sónar в Барселоні. Варто зауважити, що це була не альбомна версія, а знову ремікс Above & Beyond. При цьому трек був об'єднаний з Oxygene 8 (з альбому Oxygene 7-13) та грався одразу після його закінчення без пауз. Це був перший концерт в рамках світового турне під назвою Electronica World Tour. В рамках якого відбулися й перші північноамериканські та південноамериканський тури Жарра. На кожному концерті завжди виконувалась Zero Gravity. Зазвичай після цієї композиції Жарр представляв музикантів на сцені.
Під час запису альбому Electronica Жарр отримав запрошення виступити в Ізраїлі. Мова йшла про свого роду єдиний виступ, що мав звернути увагу суспільства на екологічні проблеми міліючого Мертвого моря. 6 квітня 2017 року влаштував концерт на березі Мертвого моря, у гори Масада, на найнижчій частині суші. Цей виступ був названий Zero Gravity.
У зв'язку з пандемією коронавірусу та відповідними обмеженнями на живі виступи, в новорічну ніч 2021 року Жан-Мішель Жарр провів онлайн-концерт «Welcome To The Other Side» (укр. Ласкаво прошу на іншу сторону) з віртуального приміщення постраждалого від пожежі 2019 року собору Паризької Богоматері. Жарр фізично перебував у студії в Парижі, вдягнений в спеціальний костюм з вбудованими датчиками, що керували його аватаром який перебував у візуально відтвореному соборі. Унікальне шоу організоване під егідою ЮНЕСКО та адміністрації Парижу транслювалось онлайн в соцмережах, Ютубі, французькому радіо та телебаченні. В 45-ти хвилинний концерт ввійшла й композиція Zero Gravity.
Станом на січень 2021 року Жарр виконав на концертах Zero Gravity 67 разів.

## Відгуки
В базі метаданих Rate Your Music сингл отримав оцінку 3.53 з 5 на основі 21 голосу користувачів.
Про враження музичних критиків можна судити з рецензій та оцінок, що отримав альбом Жарра. Журнал Pitchfork, що оцінив альбом на 4.0 бали, про Zero Gravity написав «мелодія характеризується приємними, періодичними звуками синтезаторів». Газета «Гардіан» оцінила альбом на 4 зірки з 5.

## Трек на радіо
| Дата                | Назва радіо-шоу                                                | № п/п в треклисті | Назва                                                | Ведучий          | Примітка                          |
| ------------------- | -------------------------------------------------------------- | ----------------- | ---------------------------------------------------- | ---------------- | --------------------------------- |
| 14 травня 2015 року | Group Therapy Radio 130                                        | 1                 | Zero Gravity (Above & Beyond Remix)                  | Paavo Siljamäki  | [ 10 ]                            |
| 21 травня 2015 року | A State of Trance 714                                          | 9                 | Zero Gravity (Above & Beyond Remix)                  | Armin van Buuren | TUNE OF THE WEEK                  |
| 22 травня 2015 року | Group Therapy Radio 131                                        | 7                 | Zero Gravity (Above & Beyond Remix)                  | Above & Beyond   | [ 14 ]                            |
| 28 травня 2015 року | A State of Trance 715                                          | 10                | Zero Gravity (Above & Beyond Remix)                  | Armin van Buuren | TRENDING TRACK                    |
| 28 травня 2015 року | Group Therapy Radio 132                                        | 5                 | Zero Gravity (Above & Beyond Remix)                  | Above & Beyond   | [ 15 ]                            |
| 3 червня 2015 року  | The Sound of Holland 251                                       | 10                | Zero Gravity (Above & Beyond Remix)                  | Ruben de Ronde   | [ 23 ]                            |
| 9 червня 2015 року  | Electric For Life 029                                          | 13                | Zero Gravity (Above & Beyond Remix)                  | Gareth Emery     | [ 24 ]                            |
| 11 червня 2015 року | Global DJ Broadcast: Two Hour Studio Mix                       | 11                | Zero Gravity (Above & Beyond Remix)                  | Markus Schulz    | [ 25 ]                            |
| 11 червня 2015 року | A State of Trance 717                                          | 15                | Zero Gravity vs Butterfly (Armin van Buuren Mash-Up) | Armin van Buuren | [ 13 ]                            |
| 25 червня 2015 року | Global DJ Broadcast: Ibiza Summer Sessions Opening             | 3                 | Zero Gravity (Above & Beyond Remix)                  | Markus Schulz    | [ 26 ]                            |
| 23 липня 2015 року  | Global DJ Broadcast Ibiza Summer Sessions (World Tour — Ibiza) | 9                 | Zero Gravity (Above & Beyond Remix)                  | Markus Schulz    | [ 27 ]                            |
| 23 липня 2015 року  | A State of Trance 723                                          | 24                | Zero Gravity vs Butterfly (Armin van Buuren Mash-Up) | Armin van Buuren | [ 28 ]                            |
| 6 серпня 2015 року  | A State of Trance 725                                          | 24                | Zero Gravity vs Butterfly (Armin van Buuren Mash-Up) | Armin van Buuren | Live at Ushuaia, Ibiza            |
| 1 жовтня 2015 року  | Group Therapy Radio 150                                        | 8                 | Zero Gravity (Above & Beyond Remix)                  | Above & Beyond   | Live from Allphones Arena, Sydney |
| 17 грудня 2015 року | A State of Trance 744                                          | 5                 | Zero Gravity (Armin van Buuren Mash-Up)              | Armin van Buuren | [ 31 ]                            |
| 31 грудня 2015 року | A State of Trance 746                                          | 14                | Zero Gravity (Armin van Buuren Mash-Up)              | Armin van Buuren | ASOT Year Mix                     |
| 1 січня 2016 року   | Group Therapy: Little Something                                | 10                | Zero Gravity (Above & Beyond Remix)                  | Above & Beyond   | Live from Wembley, London         |